# Hinuera
Hinuera is een plaats in de regio Waikato op het Noordereiland van Nieuw-Zeeland, 7 kilometer ten zuiden van Matamata. In Hinuera is een grote steengroeve. Hier worden bakstenen gemaakt en van natuursteen dat afgegraven wordt, worden onder andere tegels en beelden gemaakt.